# Stadio Ōita
Lo Stadio Ōita (大分スポーツ公園総合競技場?, Ōita supōtsu kōen sōgō kyōgi-ba), letteralmente Stadio generale del parco sportivo di Ōita, è un impianto sportivo multifunzione di Ōita, città capoluogo dell'omonima prefettura nell'isola giapponese di Kyūshū.
Edificato a partire dal 1998 e inaugurato il 24 maggio 2001, servì come sede del campionato mondiale di calcio 2002, nel corso del quale ospitò due partite della fase a gironi e un ottavo di finale.
Fin dall'apertura ufficiale impianto interno del club calcistico di J League Oita Trinita, è utilizzato talora per riunioni di atletica leggera e gare di baseball; fu anche tra gli impianti che accolsero incontri della Coppa del Mondo di rugby 2019, sia della fase a gironi che di quella a eliminazione diretta.
Di proprietà prefettizia, è gestito dall'agenzia pubblicitaria e di eventi sportivi Daisen Co., ed è capace di circa 40000 posti a sedere.
Si tratta di uno stadio dalle caratteristiche non comuni rispetto ad altri analoghi impianti scoperti in quanto parzialmente interrato e la base della cui copertura è quasi a contatto con il piano stradale.
Per ragioni di sponsorizzazione fu noto con i nomi di Kyushu Oil Dome dal 2006 al 2010 e Ōita Bank Dome dal 2010 al 2019; da tale data il suo nome commerciale è Shōwa Denkō Dome Ōita.

## Storia
Lo stadio fu costruito tra il 1998 e il 2001 su progetto di Kishō Kurokawa in collaborazione con l'ufficio d'architettura del costruttore e appaltatore Takenaka Corporation.
Sorge all'interno di un parco sportivo di circa 2,5 km² e fu progettato a partire dal 1996 per dotare la città di una struttura capace di accogliere incontri del campionato mondiale di calcio 2002.
Concepito come stadio multifunzione, è adatto a ospitare incontri di squadra sul prato grazie all'avanzamento delle tribune mobili che coprono la pista d'atletica per ridurre la distanza dal campo di gioco.
L'interno dello stadio ha forma leggermente sferica, con parte delle tribune appoggiate direttamente alle pareti di una conca nel terreno: la struttura è, infatti, parzialmente interrata e il tetto, che visto dall'esterno risulta essere una cupola con il bordo di poco superiore al piano stradale, è orientato in direzione nord-sud e ricoperto da membrane di teflon che permettono una trasparenza del 25% e riducono la necessità di ricorrere all'illuminazione artificiale.
Il costo relativo al solo stadio principale è di circa 25 miliardi di yen (~192000000 €).
Per la forma di tale copertura lo stadio fu anche soprannominato Big Eye (grande occhio).

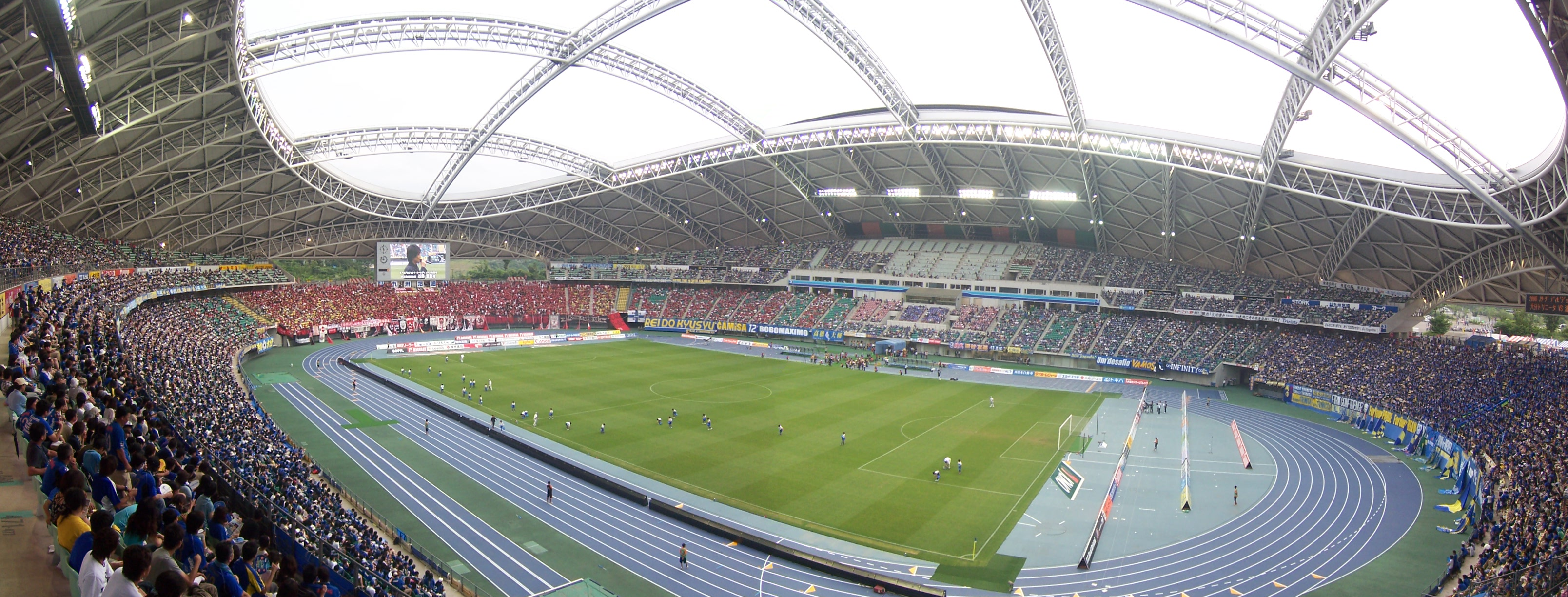
Interno dello stadio con il tetto aperto

Il primo incontro di calcio internazionale che ivi ebbe luogo fu in occasione della Coppa Kirin 2001 nel luglio successivo; il Giappone batté 1-0 la Jugoslavia con un goal di Jun'ichi Inamoto.
Nel corso della rassegna calcistica mondiale del 2002 lo stadio ospitò tre incontri, due dei quali nella fase a gironi ivi compreso uno dell'Italia, e un ottavo di finale tra Svezia e Senegal che vide la formazione africana prevalere per 2-1.
Nel 2006 la prefettura di Ōita, proprietaria dell'impianto, concluse un accordo di naming con Kyushu Oil, una locale compagnia petrolifera, per circa 73000000 ¥ (~530000 €) all'anno, a seguito del quale lo stadio fu ribattezzato Kyushu Oil Dome; tale accordo triennale fu rinnovato fino al 2010, con lo stadio che mantenne lo stesso nome nonostante la fusione di Kuyshu Oil con Nippon Oil.
A tale sponsor succedette, nel 2010, il gruppo creditizio Ōita Bank che, a fronte di un primo impegno triennale per 40 milioni di yen all'anno (~305000 €), rinominò lo stadio Ōita Bank Dome; l'accordo fu rinnovato due volte con la stessa cadenza fino al 2019.
Nel 2015 lo stadio Ōita fu scelto tra gli impianti destinati a ospitare incontri della fase a gironi della Coppa del Mondo di rugby 2019; in tale occasione l'impianto fu utilizzato con il proprio nome ufficiale e non con la sua denominazione commerciale; in esso si svolsero cinque incontri, tre dei quali nella fase a gironi e gli altri due della fase a eliminazione diretta, due quarti di finale tra Inghilterra e Australia e tra Galles e Francia.
Dopo la fine dell'accordo di naming con Ōita Bank, nel 2019 la prefettura cedette i diritti di sponsorizzazione, con un contratto quinquennale per un ammontare di 50 milioni di yen all'anno (~385000 €), all'industria chimica Shōwa Denkō.
A seguito di tale accordo il nome commerciale dell'impianto è, fino al 2024, Shōwa Denkō Dome Ōita.

## Incontri internazionali di rilievo

### Calcio
| Arbitro: | Vijay Rahman |

|             |           |  |
| Inamoto 21’ | Marcatori |  |

### Rugby a 15
| Arbitro: | Jérôme Garcès |

|                                      |      |                             |
| May 18’, 21’ Sinckler 46’ Watson 76’ | mt   | 43’ Koroibete               |
| Farrell 18’, 21’, 46’, 76’           | tr   | 43’ Lealiʻifano             |
| Farrell 30’, 51’, 66’, 73’           | c.p. | 12’, 26’, 40+1’ Lealiʻifano |

| Arbitro: | Jaco Peyper |

|                             |      |                                        |
| Wainwright 12’ Moriarty 73’ | mt   | 5’ Vahaamahina 8’ Ollivon 31’ Vakatawa |
| Biggar 12’, 73’             | tr   | 8’, 31’ Ntamack                        |
| Biggar 20’, 54’             | c.p. |                                        |